# Brothers Volcano

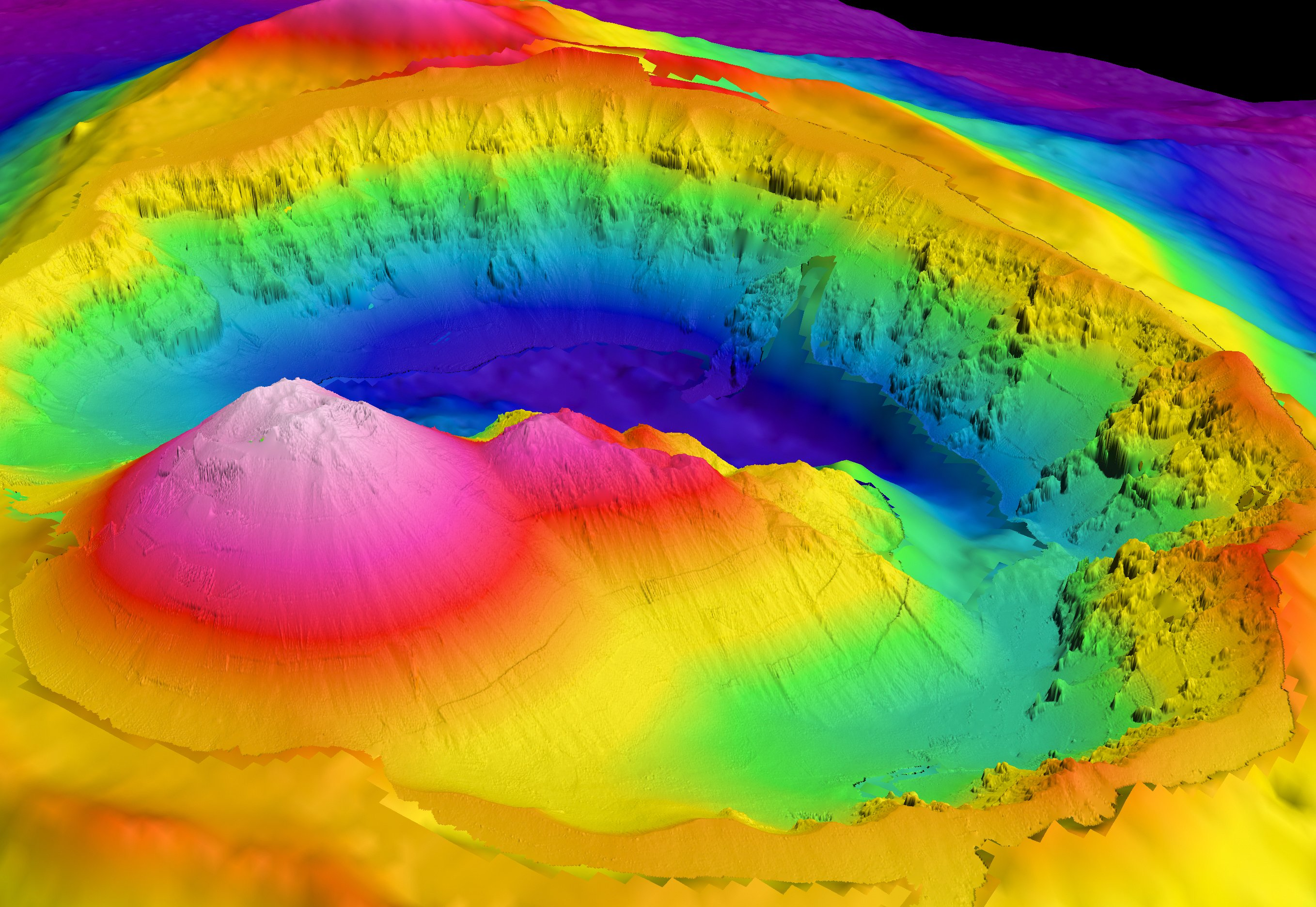
Brothers Volcano, Blick in die Caldera von Süden aus.

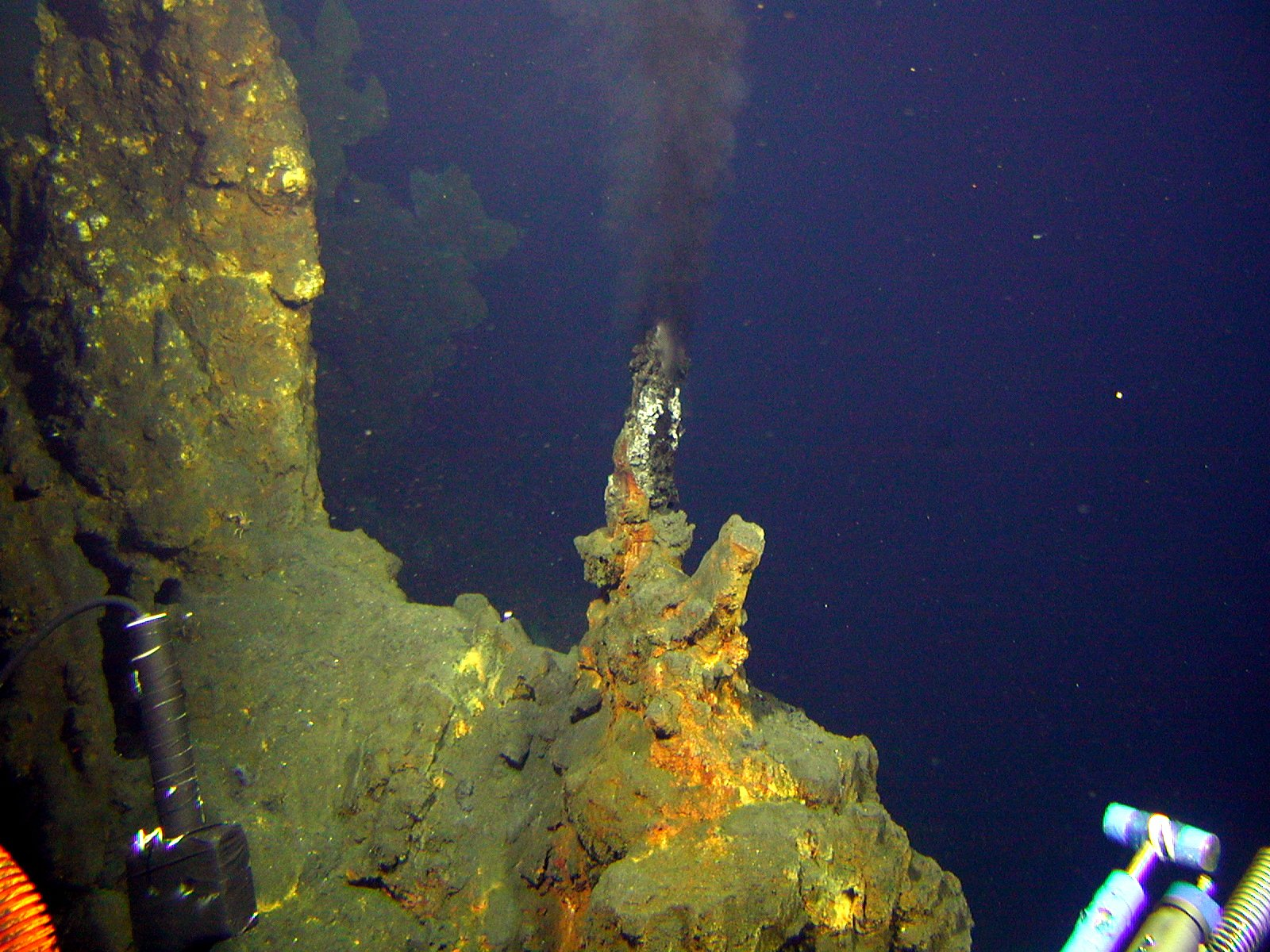
Metallreiche „Schwarze Raucher“ an der nordwestlichen Calderawand des Brothers Volcano.

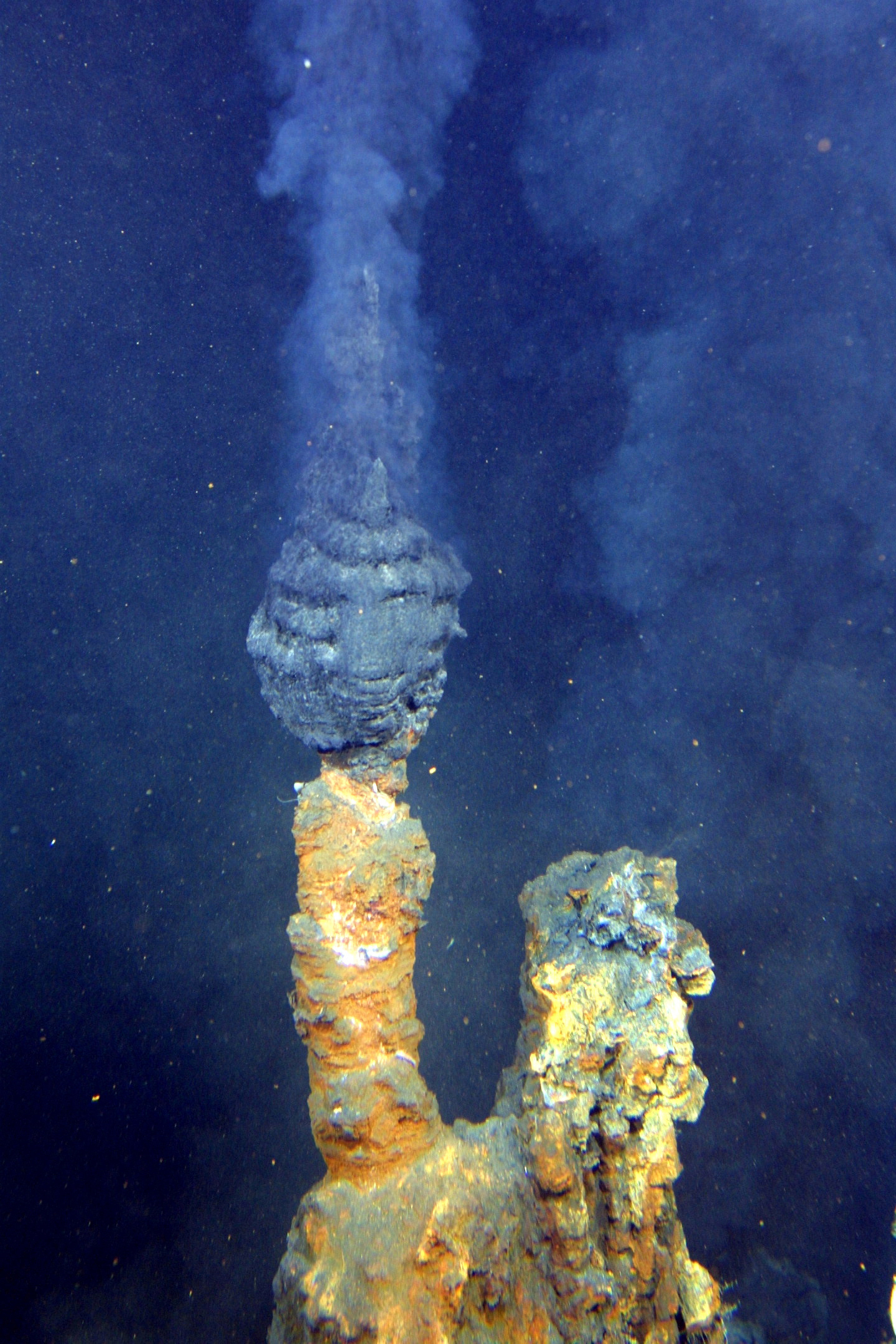
Detail eines Schwarzen Rauchers in der Brothers Caldera.

Der Brothers Volcano, auch Brother Seamount genannt 
(34,875° S, 179,075° O),
ist ein submariner (untermeerischer) Vulkan im Kermadec-Bogen (englisch Kermadec Arc), 340 km nordöstlich der neuseeländischen Whakaari / White Island. 
Innerhalb seines ovalen Umrisses, der 8 auf 13 km misst, enthält er eine Caldera (Brothers Caldeera) mit einem Durchmesser von 3 km und 300 bis 500 m hohen Wänden. 
Sie ist damit dreimal so groß wie die Whakaari-Insel selbst.
Der Calderaboden liegt 850 m unter dem Meeresspiegel. 350 m darüber erhebt sich eine Kuppel aus Dazit – die Viskosität der Dazitlava liegt zwischen der von Rhyolith und Andesit, eine kleinere Kuppel befindet sich zudem im Nordosten.
Die Calderawände und die größere Kuppel beherbergen zahlreiche hydrothermale Schlote, die heiße Wasserfahnen 750 m hoch durch die Wassersäule nach oben schicken. 
Der Brothers Volcano ist der hydrothermal aktivste Vulkan im gesamten Kermadec-Bogen.
Es befindet sich dort ein ganzes Feld von etwa 8 m hohen hydrothermalen Schloten, ultraheißen Quellen, die auch „Schwarze Raucher“ genannt werden.
Solche Schlote entstehen, wenn die hydrothermalen Flüssigkeiten auf das kalte Wasser treffen und sich die gelösten Chemikalien ablagern.
Die hydrothermalen Flüssigkeiten sind eine Energiequelle für viele einzigartige Organismenarten wie Röhrenwürmer und Bakterien (die teilweise symbiotisch in den Würmern leben).
Beispielsweise fanden sich dort Borstenwürmer der Spezies Oasisia fujikurai
Die Meereslebewesen und Mineralien, die in diesen Schloten gefunden werden, sind auch für die neuseeländische Wirtschaft und die Biotechnologieindustrie von Nutzen.
Der Vulkan entstand im Zug der Plattentektonik durch die Subduktion der Pazifischen Platte unter die Australische Platte.
Der Zeitpunkt des letzten Ausbruchs des Brothers Volcano ist noch nicht bekannt, aber die Kraterwände lassen darauf schließen, dass dieser so explosiv war, dass die heutige Caldera entstand.
Im Jahr 2009 kartierte eine gemeinsame Expedition der Vereinigten Staaten (USA), Neuseelands und Deutschlands den Vulkan im Detail.

## Überwachung
Unterseeische Vulkane werden von keiner Organisation überwacht, stehen aber bei aktuellen Expeditionen im Mittelpunkt des Interesses.